# هيدتوشي نيشيجيما
هیدتوشي نیشیجیما (باليابانية: 西島 秀俊) ممثل ياباني ولد يوم 29 آذار 1971 في طوكيو.

## الأعمال
اشتهر في فيلم كيوشي كوروساوا في عام 1998 لترخيص الحياة 
شارك في مسيرته مع ميهو كانو في فيلم «دمى» لتاكيشي كيتانو عام 2002  ، وحصل على جائزة أفضل ممثل مساعد في مهرجان يوكوهاما السينمائي عام 2008،  في فيلم «حس نادري» عام 2011، لعب دور بطولة 
كما ظهر في أفلام مثل أكيهيكو شيوتا أس كاناري ولوفت كيوشي كوروساوا

### أفلام
- توني تاكيتاني (2004)
- كريبي (2016)
- غودباي كرول وولد (2022)
- شین اولترامان (2022)
- مسار الأفعى (2024)

### مسلسلات
- موزو (2014)
- ازمة (2017)

## روابط خارجية
- هيدتوشي نيشيجيما على موقع IMDb (الإنجليزية)
- هيدتوشي نيشيجيما على موقع ميتاكريتيك (الإنجليزية)
- هيدتوشي نيشيجيما على موقع روتن توميتوز (الإنجليزية)
- هيدتوشي نيشيجيما على موقع ألو سيني (الفرنسية)
- هيدتوشي نيشيجيما على موقع أول موفي (الإنجليزية)
- هيدتوشي نيشيجيما على موقع قاعدة بيانات الأفلام السويدية (السويدية)
- هيدتوشي نيشيجيما على موقع قاعدة بيانات الفيلم (الإنجليزية)
- هيدتوشي نيشيجيما على موقع ليتربوكسد (الإنجليزية)
- هيدتوشي نيشيجيما على موقع كينوبويسك (الروسية)
- هيدتوشي نيشيجيما على موقع ANN person (الإنجليزية)